# Бач (Рожає)
Бач (чорн. Bać/Баћ) — село (поселення) в Чорногорії, підпорядковане общині Рожає. Мусульманське поселення з населенням 669 мешканців.

## Населення
Динаміка чисельності населення (станом на 2003 рік):
- 1948 → 321
- 1953 → 365
- 1961 → 382
- 1971 → 439
- 1981 → 547
- 1991 → 667
- 2003 → 669

Національний склад села (станом на 2003 рік):
Слід відмітити, що перепис населення проводився в часи міжетнічного протистояння на Балканах й тоді частина чорногорців солідаризувалася з сербами й відносила себе до спільної з ними національної групи (найменуючи себе югославами-сербами - притримуючись течії панславізму). Тому, в запланованому переписі на 2015 рік очікується суттєва кореляція цифр національного складу (в сторону збільшення кількості чорногорців) - оскільки тепер чіткіше проходитиме розмежування, міжнаціональне, в самій Чорногорії.